# José Martínez Ros
José Martínez Ros (n. Cartagena; 1981) es un escritor español.

## Biografía
Es licenciado en Historia Medieval por la Universidad Complutense de Madrid. En 2003 recibió una beca de creación de la Fundación Antonio Gala.
Su primer libro, La enfermedad ganó el Premio Adonáis de Poesía en 2004. Posteriormente, en 2006, publicó Un amanecer.
En 2006, recibió el premio Luis Rosales que concede la Obra Social Caja Madrid por un solo poema.
En 2008 recibió un Accésit del Premio Marqués de Bradomín (INJUVE) para jóvenes dramaturgos con su texto En los bosques de la noche.
Es colaborador habitual de medios como Notodo.com, Mondosonoro y del blog Estado Crítico, entre otros. Es miembro de la Asociación española de críticos literarios (AECL).
Su tercer libro de poemas, con el título de Trenes de Europa, ha sido editado en 2010 por la Fundación José Manuel Lara.
En 2011 ha publicado, junto al artista plástico José Antonio Torregrosa García "Torregar", Reconstrucción. 
En 2022, fue el ganador de la 35 edición de los Premios Tiflos de Poesía con su obra Una educación sentimental.